# Гаркавенко Євген Миколайович
Євге́н Микола́йович Гарка́венко (6 жовтня 1979 — 23 серпня 2014) — доброволець батальйону територіальної оборони «Айдар», учасник російсько-української війни.

## Життєвий шлях
Народився 1979 року в селі Гостролуччя (Баришівський район, Київська область). Після закінчення Гостролуцької середньої школи вирушив жити та працювати до Києва.
У часі війни — доброволець з травня 2014 року, номер обслуги, 24-й батальйон територіальної оборони «Айдар».
23 серпня 2014 року загинув у бою з російською ДРГ в лісі під містом Сєвєродонецьк. Повідомлялося, що російські диверсанти готували теракт у Харкові. Диверсантам запропонували здатись, але вони відкрили вогонь. Тоді загинуло ще 6 вояків «Айдару»: Василь Андріюк, Володимир Бойко, Андрій Корабльов, Оганес Петросян, Андрій Писаренок і Володимир Черноволов.
Без Євгена залишились батьки, молодший брат Олег.
Похований у рідному селі, дата поховання не уточнена.

## Нагороди та вшанування
- Указом Президента України № 97/2021 від 12 березня 2021 року, «за особисту мужність, виявлену у захисті державного суверенітету та територіальної цілісності України, самовіддане служіння Українському народу», нагороджений орденом «За мужність» III ступеня (посмертно)[5].
- Його портрет розміщений на меморіалі «Стіна пам'яті полеглих за Україну» у Києві: секція 3, ряд 6, місце 6
- Вшановується 23 серпня на щоденному ранковому церемоніалі вшанування українських захисників, які загинули цього дня у різні роки внаслідок російської збройної агресії[6]